# Xyphus
Xyphus è un videogioco di ruolo fantasy pubblicato nel 1984-1985 per Apple II, Commodore 64 e Mac OS dalla Penguin Software.
Le sue principali caratteristiche distintive erano lo svolgimento su mappa esagonale e il controllo di più personaggi del tutto autonomi nei movimenti.
Insieme a Expedition Amazon è uno dei due soli titoli di ruolo della Penguin.
La conversione per Macintosh, uscita per ultima, è il primo gioco di ruolo con personaggi differenziati prodotto per quel sistema.

## Trama
Il gioco è ambientato nel continente subtropicale di Arroya. Secoli prima il signore dei demoni Xyphus venne sconfitto e relegato nel sottosuolo. Secondo le leggende, pezzi del suo cuore si trasformarono negli amuleti Xiphoid a forma di spada (la parola Xyphus assomiglia al greco ξίφος, xíphos, "spada") e il suo sangue generò tribù di goblin. Arroya è rimasto una terra selvaggia abitata da goblin e altri mostri. Oggi il grande conquistatore Das ha unificato il mondo civilizzato, ma non può sottomettere Arroya con le sue legioni. Il giocatore controlla un gruppo di mercenari inviati da Das per uccidere Xyphus. Avranno bisogno anche dell'aiuto della magia, che si può esercitare solo sfruttando il potere degli Xiphoid.

## Modalità di gioco
All'inizio della partita si determina la propria squadra che può comprendere fino a quattro personaggi. Per ciascuno si può scegliere fra tre razze (umano, elfo, nano) e due classi (combattente e mago). Non ci sono altre scelte oltre al nome.
Ogni razza ha vantaggi e svantaggi, alcuni dei quali potrebbero diventare evidenti soltanto più avanti nel gioco. Nel complesso ogni personaggio, così come i nemici, sarà caratterizzato da punti ferita, capacità di movimento su diversi tipi di terreno, resistenza all'affaticamento, e frequenza di attacco, che dipende anche dalla pesantezza dell'arma usata.
La schermata di gioco mostra una mappa del territorio circostante, idealmente suddivisa in una griglia esagonale di caselle. La mappa scorre in tutte le direzioni man mano che si viaggia. Ogni personaggio o creatura nemica occupa da solo una casella.
I personaggi del giocatore possono muoversi indipendentemente l'uno dall'altro e andare anche in luoghi completamente diversi, una caratteristica che all'epoca appariva molto originale.
Il manuale cartaceo fornisce una mappa a grande scala di tutto il continente.
Nelle versioni Apple II e Commodore 64 l'area informativa, di puro testo, è mostrata sotto la grafica. I movimenti nelle sei direzioni avvengono con sei appositi tasti. Ad alcune funzionalità si accede su altre schermate con menù di solo testo.
Nella versione Macintosh invece l'area informativa è sulla destra e, con l'introduzione del controllo tramite mouse, comprende anche tre icone per selezionare i cursori di movimento dei personaggi, scorrimento libero della mappa, o richiesta di informazioni. Sul Macintosh vennero introdotti anche grafici a torta per mostrare i punti ferita e barre per mostrare l'affaticamento.
In tutte le versioni l'interfaccia è solamente in inglese.
Il gioco è costituito da sei scenari consecutivi, di difficoltà crescente, fino allo scontro con Xyphus nell'ultimo. All'inizio di ogni scenario viene assegnato un compito da portare a termine. Le differenze tra scenari sono nei compiti, nei mostri che si possono incontrare e nella grafica leggermente modificata.
Il sistema di gioco e di combattimento non è molto complesso, né particolarmente innovativo, a parte il controllo di più personaggi indipendenti. Gli attacchi con l'arma attualmente impugnata (inizialmente a mani nude) si effettuano muovendo il personaggio attaccante verso un avversario su una casella adiacente.
Solo i maghi possono lanciare incantesimi e solo se hanno trovato un amuleto Xiphoid, e anche in questo caso vanno usati con parsimonia perché gli amuleti si consumano e non sono ricaricabili. Inoltre la conoscenza di ciascun incantesimo va prima acquistata. Ce ne sono di tre categorie: attacco, intralcio e guarigione.
Dalle uccisioni si guadagnano punti esperienza e denaro, in una quota maggiore a chi ha dato il colpo fatale e minore a tutto il resto della squadra. Non si possono scambiare oro e oggetti tra i personaggi. Si può riuscire a progredire fino al livello 4 o in casi eccezionali al 5.
Più nemici di diversi tipi possono apparire sulla mappa. C'è un'importante componente tattica in stile wargame, dovendo manovrare molto le unità nelle sei direzioni per posizionarle in battaglia. Il manuale fornisce un catalogo di tutti gli oltre 50 mostri che si possono incontrare. Alcuni sono vulnerabili solo alla magia o ad armi d'argento.
Gli unici luoghi civili sul continente sono alcuni forti e avamposti commerciali sparsi. In queste caselle si possono acquistare armi, armature e magie. Si può inoltre riposare e guarire i punti ferita; ciò è possibile anche in ogni altra casella, ma durante il riposo all'esterno si è vulnerabili agli attacchi.

## Accoglienza
Secondo gli ex membri del produttore Penguin Software, la vendite di Xyphus e dell'altro gioco di ruolo dell'azienda, Expedition Amazon, furono modeste, in un mercato allora dominato da Ultima e Wizardry.
Diverse riviste dell'epoca apprezzarono molto Xyphus, sia l'originale per Apple II sia la rinnovata versione Macintosh. La statunitense Computer Games in particolare a inizio 1985 nominò le prime versioni "gioco per computer del mese" e le ritenne il miglior videogioco di ruolo dell'anno.
Alcune riviste invece furono poco entusiaste e lo considerarono adatto solo agli intenditori del genere.
Come complessità, alcune testate lo valutarono di livello introduttivo o medio, di impegno relativamente breve per gli esperti.